# Peter Guthrie Tait
Peter Guthrie Tait miembro de la Sociedad Real de Edimburgo (28 de abril de 1831 - 4 de julio de 1901) fue un físico matemático y pionero en termodinámica de origen escocés. Conocido por ser coescritor del Tratado de Filosofía Natural (dentro del campo de la física matemática) junto con Kelvin, y su investigación acerca de la teoría de nudos.
Su trabajo en la teoría de nudos ha contribuido eventualmente en la formación de la topología como una disciplina matemática. Su nombre es conocido en la teoría de grafos principalmente por las conjeturas de Tait.

## Primeros años
Tait nació en Dalkeith el 28 de abril de 1831, siendo el único hijo de Mary Ronaldson y John Tait, este último era secretario del Quinto Duque de Buccleuch.
Fue educado en la entonces Escuela de Gramática Dalkeith, ahora Academia de Edimburgo. Posteriormente estudió matemáticas y física en la Universidad de Edimburgo, luego ingresó a Peterhouse, Cambridge, graduándose como senior wrangler (el estudiante más destacado de la generación) y el primero en obtener el Premio Smith en 1852. Permaneció dos años más en la universidad como becario y profesor antes de irse para ocupar la cátedra de matemáticas en la Universidad de la Reina de Belfast. Allí conoció a Thomas Andrews, a quien se unió en investigaciones sobre la densidad de ozono y la acción de la descarga eléctrica sobre oxígeno y otros gases, y por quien fue presentado a Sir William Rowan Hamilton y los cuaterniones.

## Mediana edad

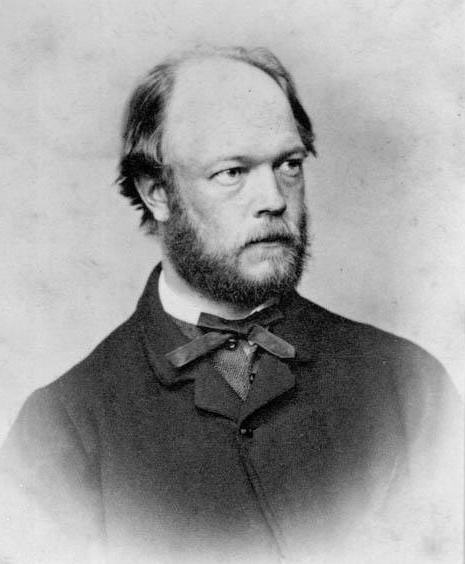
Peter Guthrie Tait

En 1860, Tait sucedió a su antiguo maestro, James D. Forbes, como profesor de filosofía de la naturaleza en la Universidad de Edimburgo, y ocupó la cátedra hasta poco antes de su muerte. El primer artículo científico con únicamente el nombre de Tait se publicó en 1860. Su primer trabajo se trató principalmente de temas matemáticos, y especialmente de cuaterniones, de los cuales fue el principal exponente después de su creador, William Rowan Hamilton. Fue autor de dos libros de texto sobre ellos: uno siendo un "Tratado elemental sobre los cuaterniones" (1867), escrito con el consejo de Hamilton, aunque no se publicó hasta después de su muerte, y el otro es una "Introducción a los cuaterniones" (1873), en el que fue ayudado por Philip Kelland (1808–1879), uno de sus profesores en la Universidad de Edimburgo. Los cuaterniones fueron también uno de los temas de su discurso como presidente de la sección matemática de la Asociación Británica para el Avance de la Ciencia en 1871.
También produjo trabajos originales en física matemática y experimental. En 1864, publicó un breve artículo sobre termodinámica, desde ese momento sus contribuciones a éste y a otros departamentos afines de la ciencia se hicieron más frecuentes e importantes. En 1871, enfatizó el significado y la importancia futura del "principio de la disipación de la energía" (segunda ley de la termodinámica). En 1873 tomó la termoelectricidad para el tema de su discurso como conferencista de Rede en  Cambridge, y en el mismo año presentó el primer boceto de su conocido diagrama termoeléctrico ante la Sociedad Real de Edimburgo.
Dos años después, las investigaciones sobre "Charcoal Vacua" con James Dewar lo llevaron a ver la verdadera explicación dinámica del radiómetro de Crookes en el largo camino libre medio de la molécula del aire altamente enrarecido. Desde 1879 hasta 1888, se involucró en difíciles investigaciones experimentales. Éstos comenzaron con una investigación sobre qué correcciones se requerían para los termómetros que operaban a gran presión. Esto fue para el beneficio de los termómetros empleados por la   Expedición Challenger  para observar las temperaturas de las profundidades marinas, y se extendió para incluir la compresibilidad del agua, el vidrio y  mercurio.Este trabajo condujo a la primera formulación de la ecuación de Tait, que se usa ampliamente para ajustar la densidad del líquido a la presión. Entre 1886 y 1892, publicó una serie de artículos sobre los fundamentos de la teoría cinética de los gases, el cuarto de los cuales contenía lo que fue, según Lord Kelvin, la primera prueba del teorema  Waterston -  Maxwell (teorema de equipartición) de la partición promedio de la energía en una mezcla de dos gases. Casi al mismo tiempo llevó a cabo investigaciones sobre el impacto y su duración.
Se podrían mencionar muchas otras consultas realizadas por él, y se podría obtener alguna idea de su actividad científica a partir del hecho de que una selección solo de sus artículos, publicados por Cambridge University Press, llena tres grandes volúmenes. Esta masa de trabajo se realizó en el tiempo libre que pudo aprovechar durante su docencia en la universidad. Por ejemplo, en 1880 trabajó en el teorema de los cuatro colores y demostró que era cierto si, y solo si, ningún snark era planar.

## Últimos años

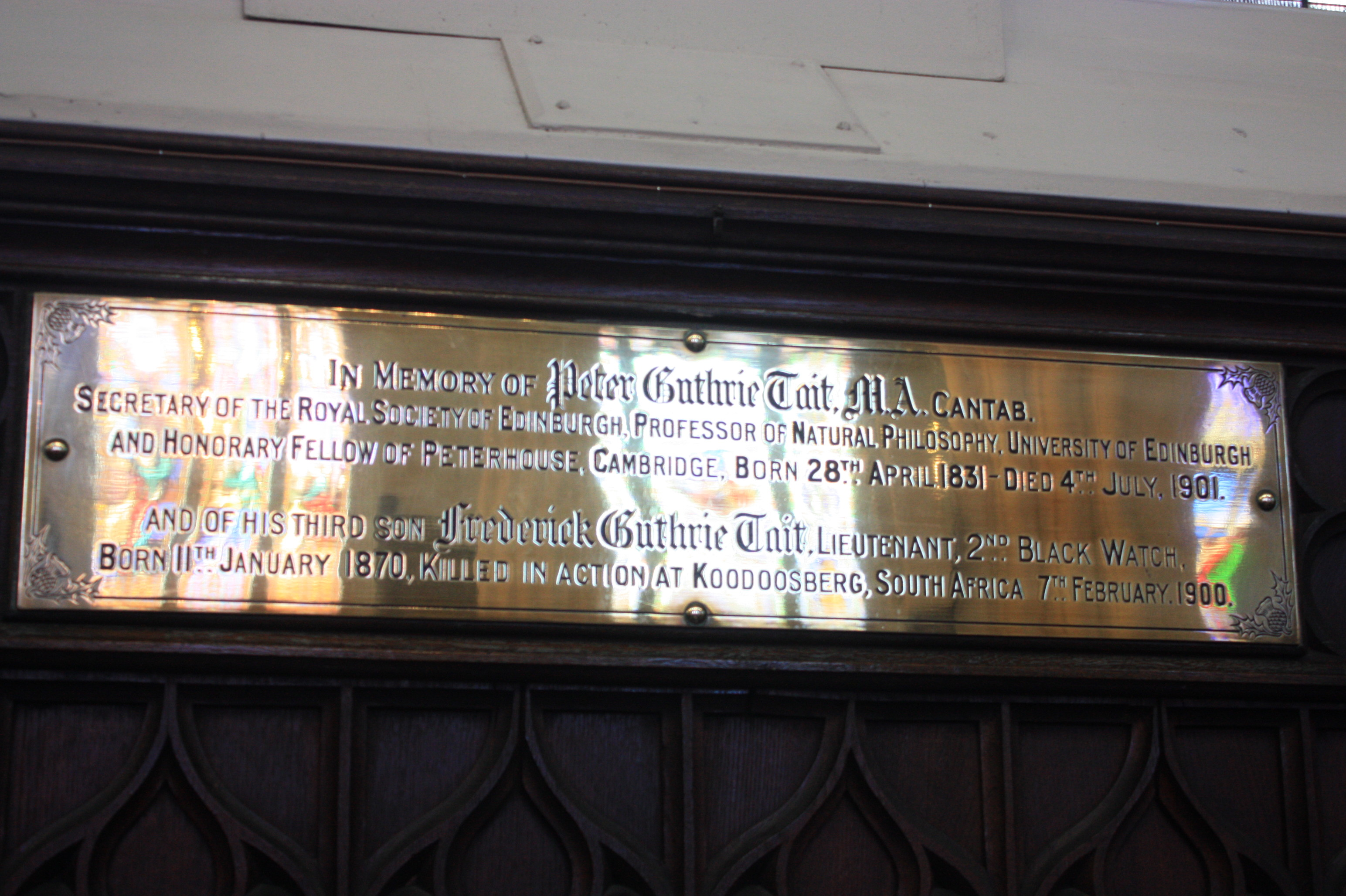
Placa en memoria de Peter Guthrie Tait, Iglesia Episcopal St Johns, Edimburgo

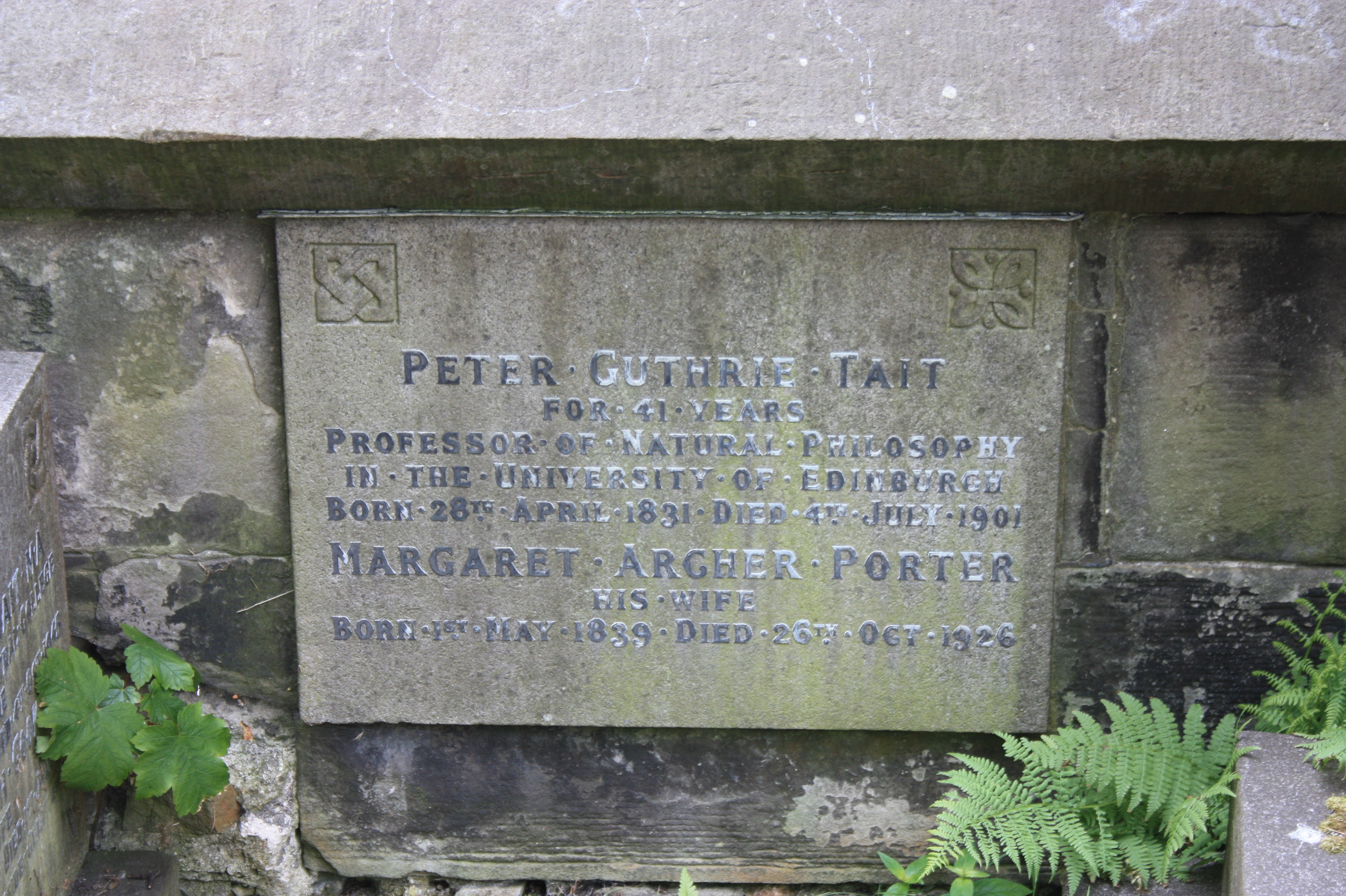
La tumba de Peter Guthrie Tait, Iglesia Episcopal St Johns, Princes St, Edimburgo

Además, fue autor de varios libros y artículos. De estos últimos, el primero, publicado en 1856, fue sobre la dinámica de una partícula; y luego siguieron una serie de tratados concisos sobre termodinámica, calor, luz, propiedades de la materia y dinámica, junto con un volumen admirablemente lúcido de conferencias populares sobre avances recientes en ciencia física.
Con Lord Kelvin, colaboró en la redacción del conocido Tratado de Filosofía Natural . "Thomson y Tait", como se les llama familiarmente ("T y T" era la idea propia de los autores), se planeó poco después de que Lord Kelvin se conociera con Tait, en el nombramiento de este último a su cátedra en Edimburgo; pretendía ser un tratado integral sobre ciencia física, los cimientos se establecen en cinemática y dinámica, la estructura se completó con las propiedades de materia, calor, luz, electricidad y magnetismo. Pero la asociación literaria cesó en unos dieciocho años, cuando solo se había completado la primera parte del plan, porque cada uno de los miembros sentía que podía trabajar para obtener una mejor ventaja por separado que conjuntamente. Sin embargo, la amistad duró los veintitrés años restantes de la vida de Tait.
Tait colaboró con Balfour Stewart en el  Universo invisible , que fue seguido por  Filosofía paradójica . Fue en su revisión de 1875 de  El universo invisible , cuando William James presentó por primera vez su Doctrina de la voluntad de creer. Los artículos de Tait incluyen aquellos que escribió para la novena edición de la Enciclopedia Británica sobre luz, mecánica, cuaterniones, radiación y termodinámica, y las notas biográficas de Hamilton y James Clerk Maxwell.
Murió en Edimburgo el 4 de julio de 1901. Está enterrado en la segunda terraza desde Princes Street en el cementerio de la Iglesia Episcopal de San Juan, Edimburgo.

## Topología
Las conjeturas de Tait son tres conjeturas hechas por Tait en su estudio de los nudos. Las conjeturas de Tait involucran conceptos en teoría de nudos como nudos alternativos, quiralidad y  contorsión. Todas las conjeturas de Tait se resolvieron, la más reciente fue la conjetura de Flyping, demostrada por Morwen Thistlethwaite y William Menasco en 1991.

## Publicaciones
- Dynamics of a Particle (1856)

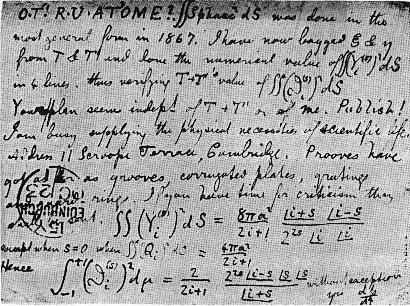
Carta dirigida por James Clerk Maxwell to Tait.

- Treatise on Natural Philosophy (1867); v. 1 and v. 2 (PDF/DjVu en el Internet Archive).
- An elementary treatise on quaternions (1867); PDF/DjVu Copia de la 1a edición en el Internet Archive and PDF/DjVu Copia de la 3a edición en el Internet Archive.
- Elements of Natural Philosophy (1872);  (PDF/DjVu en el Internet Archive). Una porción "no matemática" de Treatise on Natural Philosophy.
- Sketch of Thermodynamics (1877); PDF/DjVu Copia en el Internet Archive.
- Recent Advances in Physical Science (1876); PDF/DjVu Copia en el Internet Archive.
- Heat (1884); PDF/DjVu Copia en el Internet Archive.
- Light (1884); PDF/DjVu Copia en el Internet Archive.
- Properties of Matter (1885); PDF/DjVu Copia en el Internet Archive.
- Dynamics (1895); PDF/DjVu Copia en el Internet Archive.
- The Unseen Universe (1875; nueva edición, 1901)
- Scientific papers vol. 1 (1898–1900) PDF/DjVu Copia en el Internet Archive.
- Scientific papers vol. 2 (1898–1900) PDF/DjVu Copia en el Internet Archive.

## Vida privada
Tait se casó con Margaret Archer Porter (1839-1926), la hermana de (1) William Archer Porter, abogado y educador que se desempeñó como Director del Government Arts College , Kumbakonam y tutor y secretario del Maharaja de  Mysore, (2) James Porter (Maestro de Peterhouse, Cambridge) y (3) Jane Bailie Porter, quien se casó con Alexander Crum Brown, el químico orgánico escocés.
Tait era un golfista entusiasta; de sus siete hijos, dos, Frederick Guthrie Tait (1870–1900) y John Guthrie Tait (1861–1945) se convirtieron en campeones de golf amateur. Fue un deportista versátil y representó a Escocia a nivel internacional en la unión de rugby. En 1891, invocó el efecto Magnus para explicar la influencia del  giro en el vuelo de una bola de golf. Su hija Edith Tait estuvo casada con el Reverendo  Harry Reid, quien más tarde se convirtió en Obispo de Edimburgo.
Su hijo William Archer Porter Tait fue un ingeniero civil.

## Reconocimiento artístico
Tait fue un amigo de toda la vida de James Clerk Maxwell, y un retrato de Tait de Harrington Mann está en exposición en el museo James Clerk Maxwell Foundation en Edimburgo.